# Теодор Палеолог (стратиот)
Теодор Палеолог (на италиански: Teodoro Paleologo или Теодоро Палеолого, на гръцки: Θεόδωρος Παλαιολόγος; 1452 – 1532) е гръцки стратиот (лековъоръжен наемен кавалерист) и дипломат от края на края на XV и първата половина на XVI век на служба в Република Венеция, където става и една от ключовите ранни фигури, допринесли за формирането на гръцката общност във Венеция. Въпреки че не е бил роднина на императорите Палеолози от Византийската империя, много е възможно Теодор и семейството му да са били техни далечни братовчеди.
Първоначално субашия (събирач на дългове/полицейски служител) на османска служба в Пелопонес, Теодор напуска Гърция през 1478 г. и повече от четирдесет години служи като стратиот на венецианска служба, участвайки в многобройни битки и военни кампании на Венеция. Освен това е военен губернатор на държания от Венеция гръцки остров Закинтос в продължение на тридесет години, от 1483 до 1513 г. Като един от най-видните гърци във Венеция, уважението към Теодор от страна на венецианското правителство вероятно допринася за това венецианците да позволят на местните гърци да построят своя собствена гръцка православна църква е града – „Сан Джорджо деи Гречи“ (San Giorgio dei Greci). След като напуска военната си служба през 1525 г., Теодор става дипломат и преводач и тъй като можел да говори италиански, гръцки и турски, той придружава няколко пъти венециански посланици в Османската империя.

## Биография

### Предистория и ранен живот
Теодор Палеолог е роден през 1452 г. в семейството на Павел Палеолог. Павел вероятно е бил от Морея (средновековното име на полуостров Пелопонес в Южна Гърция), а Теодор най-вероятно е бил роден в Мистра, столицата на полуострова. Те споделят общо фамилно име с импертотите Палеолози – последната управляваща династия на Византийската империя, но е малко вероятно да са били обвързани с роднински връзки с императорското семейство на Византия. Семейството на Палеолозите е било голямо още преди те да се сезакрепят като управляваща династия на империята, така че е по-правдоподобно Теодор и семейството му да са били далечни братовчеди на императорите. Теодор имал трима братя и сестри – Георги (Джорджо или Зорзи на италиански), Матей (който става игумен на манастир на Закинтос) и сестра, чието име остава неизвестно.
На младини Теодор първоначално работи като субашия (събирач на дългове/полицейски служител) в Пелопонес за Османската империя, която завладява Морея през 1460 г., преди той, баща му и брат му Георги да постъпят на служба във Венеция като stratioti (лековъоръжени наемни кавалеристи) през 1478 г. След време Павел, Теодор и Георги се издигат в йерархията, за да станат capo dei stratioti („капитан на стратиотите“).

### Кариера катостратиот
Едно от най-ранните запазени споменавания на Теодор Палеолог е решение от 1479 г. на Венецианския сенат относно него, което гласи, че той наскоро се бил доказал в битка по време на кампания във Фриули.
През 1483 г. Теодор и брат му Георги са назначени за военни управители на държания от Венеция гръцки остров Закинтос, като са им предоставени големи имоти и заплати.
На 15 ноември 1486 г. на остров Корфу Теодор се жени за Мария Кантакузина. Тя била дъщеря на Димитър Кантакузин и жена на име Симона Гуделина. Тъй като Мария и нейният баща, изглежда, са били истински членове на знатното византийско семейство Кантакузини, клонът на Палеолозите, от който Теодор произхождал, трябва да е имал определен благороден статус. Теодор и Мария имали двама сина – Павел (Паоло) и Димитър (Деметрио), и шест дъщер – Ефросина, Емилия, Лучия, Елена, Николоза и шеста дъщеря, чието име е неизвестно.
През 1489 г. Теодор получава малкия остров Крана от венецианското правителство, но скоро го отстъпва на друго семейство. През есента на 1495 г. той присъства при обсадата на Новара, където венецианците се опитват да превземат града от французите. През март 1496 г. Теодор е един от ок. 250 стратиоти, които придружават венецианския военноморски капитан Доменико Малипиеро на кампания в Савона. През 1500 г. Теодор участва в обсадата на замъка Свети Георги на остров Кефалония. През декември 1502 г. е пленен от французите в Каноза ди Пулия, но скоро след това е освободен. През февруари 1503 г. той се бие заедно с ок. 300 други стратиоти в Калабрия. През август 1511 г. е дислоциран като страж в Тревизо, а от 1511 до 1512 г. е записано, че пътува из Италия, служейки като страж и разузнавач. Теодор е пленен в битката при Ла Мота на 7 октомври 1513 г., но е освободен в края на същия месец.
През 1513 г. се случва земетресение на Закинтос, по време на което загива съпругата на Теодор Мария, малката им дъщеря е осакатена, а синът им Димитър е ранен. Теодор решава да премести във Венеция както собственото си семейство, така и семейството на брат си Георги, който междувременно е убит в битка край Бресано през 1497 г. Във Венеция Теодор трябвало да се грижи за издъръжката на собствените си осем малолетни деца, вдовицата на Георги Теодора и техните шест деца: Георги, Теодора, Костантино, Николо, Зване, Алесандро, Елизабета и дъщеря с неизвестно име. След като най-големият син на Теодор Павел е убит през 1525 г., Теодор поема грижите и за неговата вдовица Емилия и техните шест дъщери. Големият брой хора, за които трябва да де грижи, може би е причината Теодор да се откаже от военната служба.

### Късни години
След 1525 г. Теодор Палеолог става дипломат на венецианска служба. Освен гръцки и италиански той владеел и османотурски и често придружава венециански посланици и други официални лица при посещенията им в Източното Средиземноморие. Тъй като можели да говорят турски, Теодор и племенникът му Костантин (син на брат му Георги) служат като драгомани (преводачи/устни преводачи) за османските сановници, посещаващи Венеция. Теодор притежавал и дипломатически умения и придружава венецианския посланик Алвизе Манети до османския двор в Адрианопол през март 1500 г. През 1517 г. той е записан на дипломатическа мисия в Константинопол, османската (и бивша византийска) столица. Поради годините, прекарани на военна служба, и работата му като дипломат и преводач, венецианското правителство награждава Теодор с най-високото си отличие – Ордена на Свети Марк.
В допълнение към службата като дипломат, Теодор също се посвещава и в служба на гръцката общност във Венеция, на която е една от ранните основополагащи фигури. През 1511 г. местните гърци подават петиция до венецианското правителство за изграждане на гръцка православна църква в града – кауза, която Теодор защитава години наред, като редовно се среща с официални лица и ги моли да издадат разрешение. Останалите гърци в града му се възхищавали и го уважавали, а уважението от страна на венецианското правителство към него вероятно е това, което в крайна сметка направило възможно построяването на православна църква в града.
Теодор често бил призоваван да разрешава спорове между градовете и техните наети стратиоти или между различни враждуващи стратиотски дружини. През 1524 г. град Катаро се оплаква пред венецианското правителство, че техният стратиот и военен управител Зване Палеолог (друг племенник на Теодор от брат му Георги) прекарва по-голямата част от времето си в Кефалония, далеч от града, който трябвало да защитава. Хората от Катаро изрично поискали „Теодоро Палеолого, обичан и много желан мъж“ да пътува до Катаро и да възстанови реда. Венецианският сенат се съгласява и на 2 септември 1524 г. Теодор и синът му Деметрио са изпратени в Катаро, за да заменят Зване.
Теодор умира през 1532 г. Погребението му се провело на 3 септември същата година и било зрелищна церемония. Ковчегът му е пренесен от почетен караул от моряци до временните структури на мястото, където се строяла гръцката православна църква в града „Сан Джорджо деи Гречи“. Въпреки че сградата е гръцка православна структура, присъствали представители на местните римокатолически църкви и други религиозни лица, както и сановници от венецианското правителство. Погребението се провело по гръцки обряд, чиито обичаи били изпълнени дори от присъстващите католици.

## Цитирани източници
1. 1 2 3 4 5 6 7 8  Damiani 2012.
2. 1 2 3 4 5 6 7 8 9 10  Burke 2014, с. 121.
3. 1 2 3 4  Nicol 1992, с. 117.
4. 1 2 3 4  Burke 2014, с. 122.
5. 1 2  Burke 2014, с. 123.

### Цитирана литвратура
- Burke, Ersie (2014). Surviving Exile: Byzantine Families and the Serenissima 1453–1600, In: Nilsson, Ingela (ed). Wanted: Byzantium: The Desire for a Lost Empire. Uppsala: Acta Universitatis Upsaliensis, ISBN 978-9155489151, https://www.academia.edu/1851833
- Nicol, Donald M. (1992). The Immortal Emperor: The life and legend of Constantine Palaiologos, last Emperor of the Romans. Cambridge University Press, ISBN 0-521-41456-3, https://archive.org/details/immortalemperorl0000nico

### Цитирани уеб източници
- ((It)) Damiani, Roberto. Teodoro Paleologo Greco. – Condottieri di ventura, https://condottieridiventura.it/teodoro-paleologo-greco/, посетен на 17 юни 2020

|  | Тази страница частично или изцяло представлява превод на страницата Theodore Palaiologos (stratiote) в Уикипедия на английски. Оригиналният текст, както и този превод, са защитени от Лиценза „Криейтив Комънс – Признание – Споделяне на споделеното“, а за съдържание, създадено преди юни 2009 година – от Лиценза за свободна документация на ГНУ. Прегледайте историята на редакциите на оригиналната страница, както и на преводната страница, за да видите списъка на съавторите. ВАЖНО: Този шаблон се отнася единствено до авторските права върху съдържанието на статията. Добавянето му не отменя изискването да се посочват конкретни източници на твърденията, които да бъдат благонадеждни. |